# Liste der Studenten- und Schülerverbindungen in Burgdorf

Die Liste der Studenten- und Schülerverbindungen in Burgdorf verzeichnet die aktiven, suspendierten und erloschenen Studentenverbindungen in Burgdorf, die unterschiedlichen Korporationsverbänden angehören oder verbandsfrei sind. Sie sind an der Berner Fachhochschule, Standort Burgdorf, und am Burgdorfer Gymnasium ansässig.

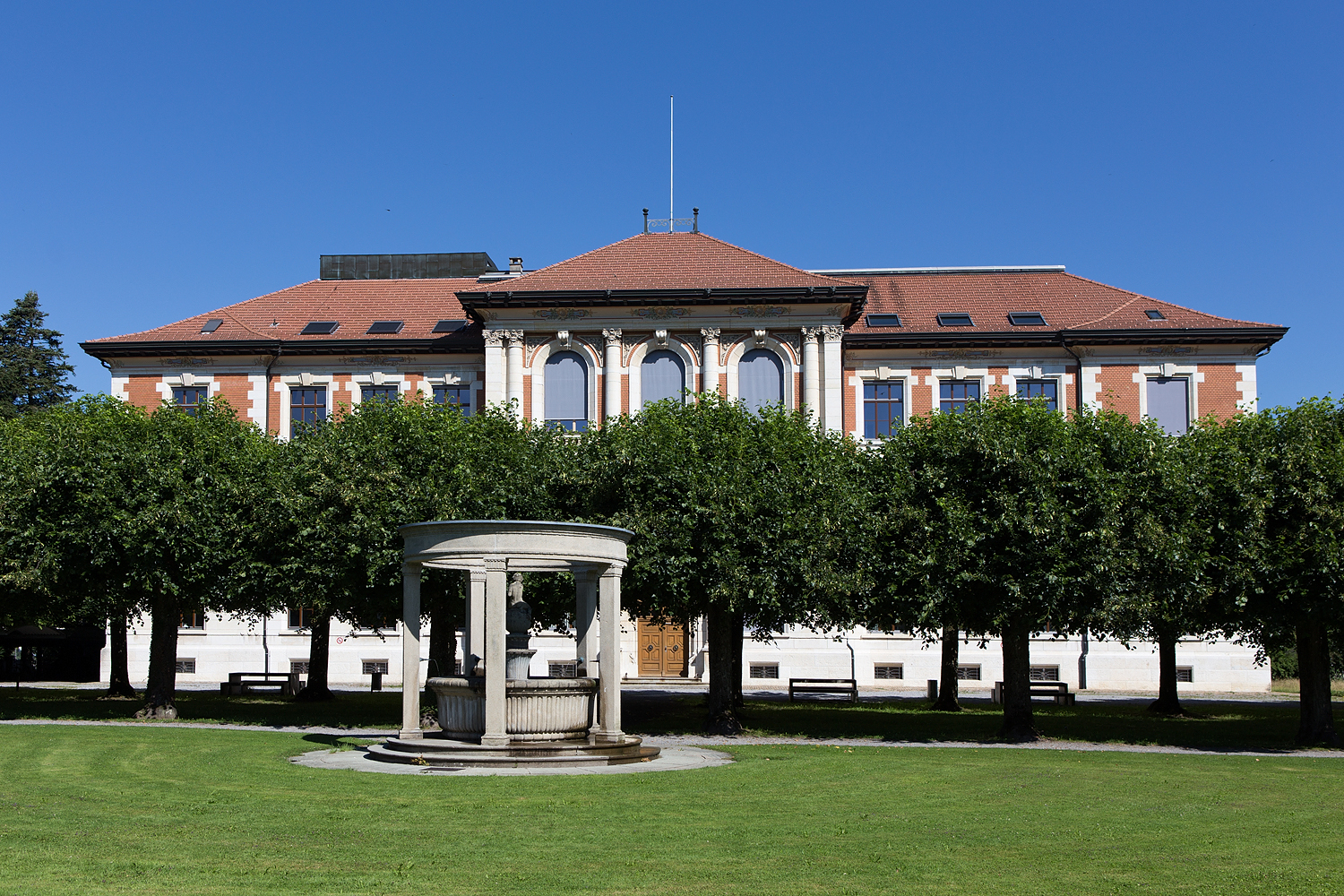
Gymnasium Burgdorf (Schweiz)
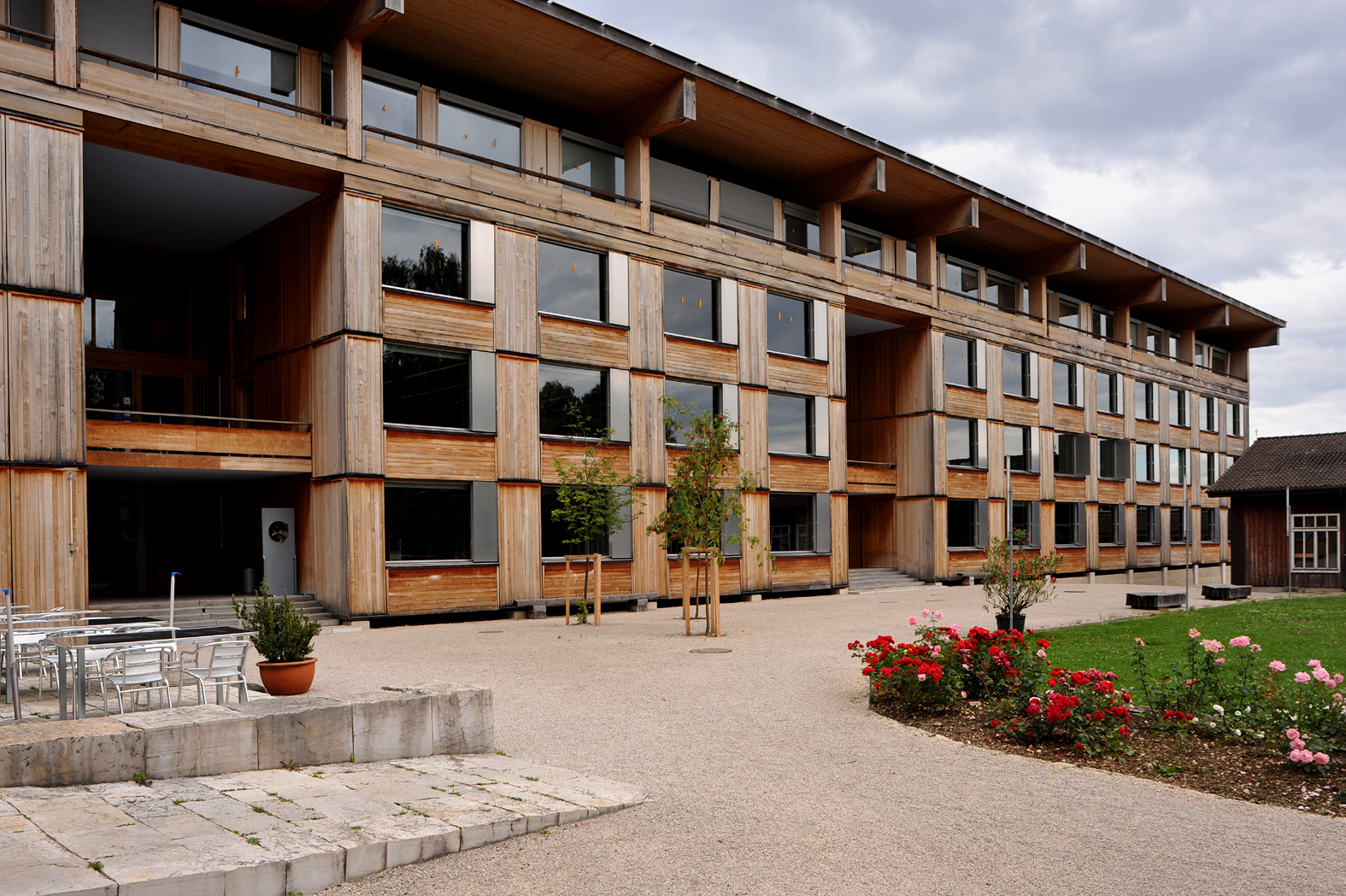
Berner Fachhochschule, Departement Architektur, Holz und Bau
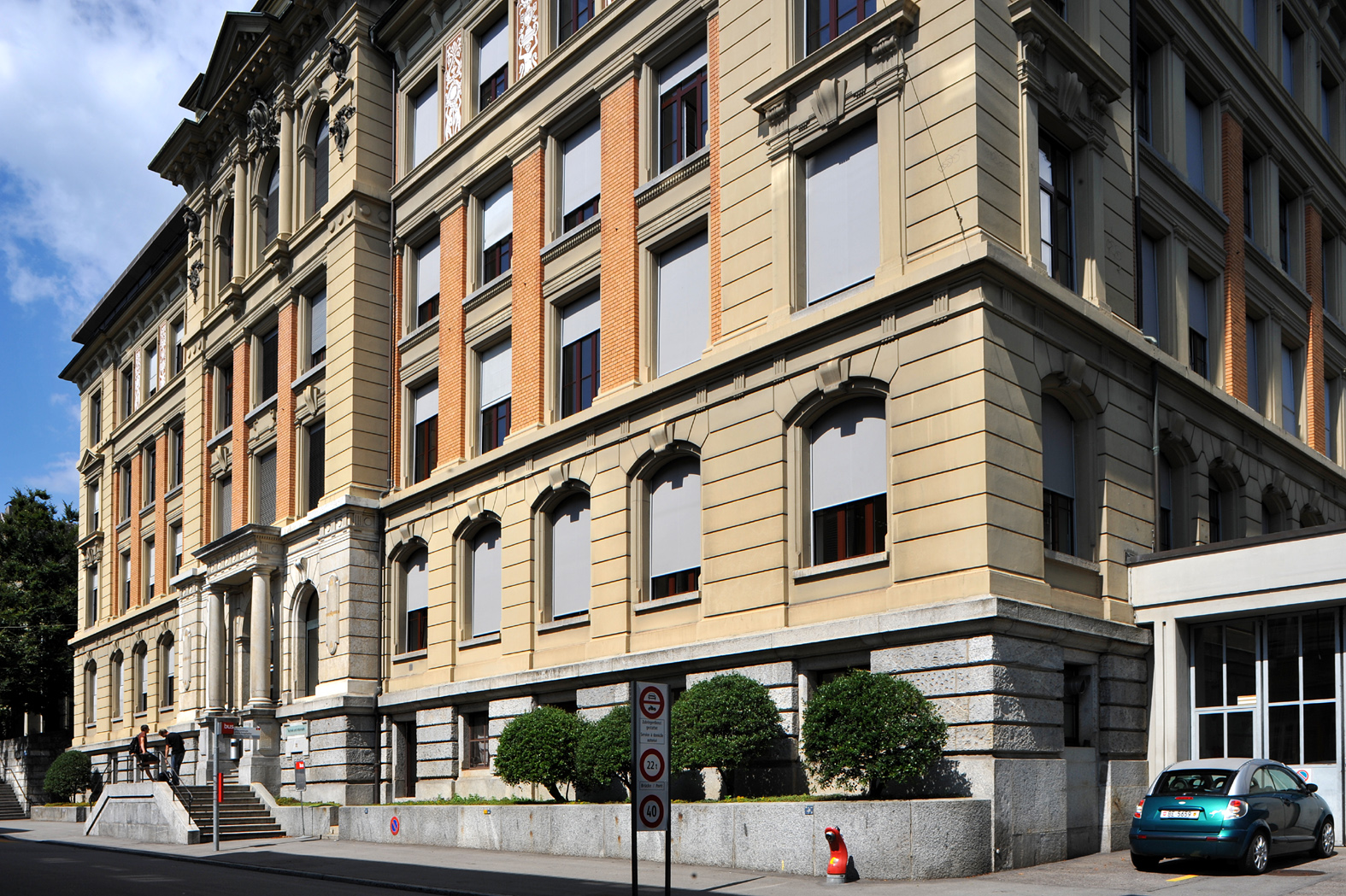
Berner Fachhochschule, Departement Technik und Informatik

## Aktive Verbindungen
Sie sind nach dem Gründungsdatum sortiert.
| Name                | Gründung    | Farben                            | Wappen | Zirkel | Verband      | Fechtfrage     | Mitglieder | Anmerkungen |
| ------------------- | ----------- | --------------------------------- | ------ | ------ | ------------ | -------------- | ---------- | --- |
| Bertholdia Burgdorf | 1. Mai 1874 | \| \| \| \| \| \| blau-weiss-blau |        |        | verbandsfrei | nichtschlagend | Männer     | Schülerverbindung; 1. Mai 1874 Gründung der Gymnasia Bertholdiensis; 9. Apr. 1875 Namenswechsel zu Bertholdia Burgdorf, bestand bis 1878; 4. Feb. 1882 Neugründung der Gymnasialverbindung, der heutigen Bertholdia; Wahlspruch: Litteris et amicitiae; Fuchsenfarben: blau-weiss-blau; blaue Mütze |
|                     |             |                                   |        |        |              |                |            | |
|                     |             |                                   |        |        |              |                |            | |
|                     |             |                                   |        |        |              |                |            | |

f.f. = farbenführend, ansonsten farbentragend

## Suspendierte und erloschene Verbindungen
Sie sind nach dem Gründungsdatum sortiert.
|  |
|  |
|  |

|  |
|  |
|  |

|  |
|  |
|  |

|  |
|  |
|  |

|  |
|  |
|  |

|  |
|  |
|  |

|  |
|  |
|  |

|  |
|  |
|  |

|  |
|  |
|  |

f.f. = farbenführend, ansonsten farbentragend

## Örtliche Zusammenschlüsse
Die 8 an der Fachhochschule Burgdorf ansässigen Studentenverbindungen haben sich zum Corporationen-Convent Burgdorf zusammengetan. Da die meisten Korporationen suspendiert sind, hat sich ein Alt-Herren-Corporationen-Convent (AHCC) gebildet.

## Website
- Die Bernische Fachhochschule HTA Burgdorf sowie deren Studentenverbindungen
- Corporationen Convent Burgdorf – Liste der Studentenverbindungen
- Zirkel und Wappen der Burgdorfer Studentenverbindungen